# 李自修
李自修（1939年2月8日－），河北省故城县人，著名教育家、翻译家。
1957年入北京大学西方语言文学系学习， 师从李赋宁， 张谷若等。自1965年起于山东师范大学外国语学院（前身为山东师范学院）英语系任教，历任讲师，副教授，教授。1984年至1985年任美国旧金山州立大学英语系客座教授。毕生从事教学，翻译和翻译理论研究。曾担任山东省外国文学学会副会长、山东翻译学会副会长、全国美国文学研究会理事、全国英国文学研究会理事，山东作家协会会员。

## 主要译作

### 文论、文艺学
- 《马克思主义与形式》，美國（Fredric Jameson, Marxism and Form）百花洲文艺出版社 1995，2010 ISBN 7805796017, 9787805796017 [1]
- 《萨义德》，英國瓦莱丽·肯尼迪（Valerie Kennedy, Edward Said: A Critical Introduction）江苏人民出版社 2005. ISBN 9787214043214 [2]
- 《世界·文本·批评家》（Edward Said, The World, the Text, and the Critic）三联书店 2009.8 ISBN 9787108031631 [3]

### 长篇小说
- 《献给乌多么的花环》，南非彼得·阿伯拉罕姆斯，合译（Pete Abrahams, A Wreath for Udomo）湖南人民出版社 1984.6[4]
- 《烈药》，加拿大阿瑟·黑利（Arthur Haley, The Strong Medicine）漓江出版社 1987.统一书号: 10256-215 [5]
- 《名妓传奇》，美國考德莱尔：（历史纪实小说[原名：《光荣与闪电》] Taylor Caldwell, Glory and the Lightening）漓江出版社 1988.ISBN 9787540708153 [6]
- 集腋成裘集[合译]【《索尔·贝娄去全集》第14卷】河北教育出版社2000. ISBN：7543445433 [7]
- 《汤姆叔叔的小屋》，(Mrs. Beecher Stowe， Uncle Tom’s Cabin) 湖南文艺从报社1994, 中国书籍出版社 2005.5 中国戏剧出版社 2005.9，山东文艺出版社 2007.12 华夏出版社 2008.1，中央编译出版社 2011.12 ISBN：751170424 等。[8]
- 《富兰克林自传》，（Benjamin Franklin’s Autobiography）人民文学出版社 2004.7 ISBN 7020046193 ，译林出版社 2013.2 ISBN 9787544735414 [9][10]
- 《烟草经纪人》，美國约翰·巴思，合译（John Barth， The Sot-Weed Factor）译林出版社	2013.7 ISBN：9787544732123 [11]
- 《狄更斯全集》，尼克拉斯·尼克尔贝，合译（Charles Dickens， Nicholas Nickleby）浙江工商大学出版社 2012.1 ISBN 978-7-81140-433-3 [12]

### 其它译著
- 《剑桥大学简史》，英國伊丽莎白·里德姆-格林（Elisabeth Leedham-Green，A Concise History of the University of Cambridge）山东画报出版社 2006.5 ISBN 9787807134732 [13]

### 儿童文学
- 《希腊英雄故事》作译者 2012 ISBN 9787540321673 [14]

## 其它论著
- 《浅谈混合词》 （《外语》杭州大学编 1979年第2-3期合刊）
- 《爱默生及其【论美国学者】》 （《河北师大学报》 1985 no.1）
- 《古朴素雅的讽喻体小说 -- 析【天路历程】的语言艺术》 （《外国语》 1988.6 ）
- 《“新批评”方法的应用》（《山东外语教学》 1988.1 ）
- 《故事：情节的张本--- 俄国形式主义散文理论简述》（《山东师大学报》 1989.4）
- 《主观范式与主观批评》（《山东外语教学》 1990.1）
- 《评【英国文学史及选读】》（《外语教学与研究》 1991.3）
- 《彭斯 收【外国著名文学家评传】（一）》（ 山东教育出版社 1990.4）
- 《为诗学辩护》（《外国文学》 1994 no.2）